# 普林蔡姆
普林蔡姆（法語：Printzheim，法語發音：[pʁintsaim]）是法国下莱茵省的一个市镇，属于萨韦尔讷区。

## 地理
普林蔡姆（48°47'26"N, 7°28'44"E）面积4.3 平方千米，位于法国大東部大區下莱茵省，该省份为法国大陆部分最东部的省份，是阿尔萨斯的一部分，今与上莱茵省组成了阿尔萨斯欧洲集体，其南至上莱茵省，西南接孚日省和默尔特-摩泽尔省，西接摩泽尔省，北与德国接壤。
与普林蔡姆接壤的市镇（或旧市镇、城区）包括：布克斯维莱尔、戈特赛姆、阿特马特、盖斯维莱尔-泽伯斯多夫。
普林蔡姆的时区为UTC+01:00、UTC+02:00（夏令时）。

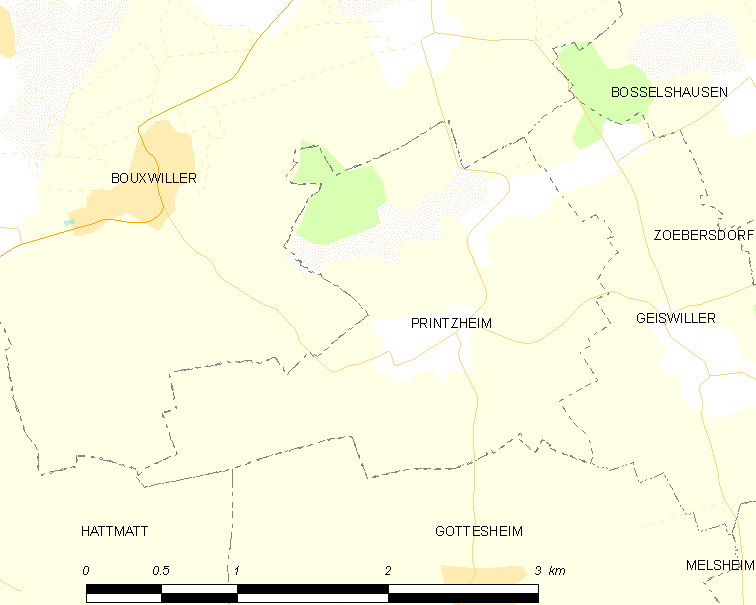
普林蔡姆的OSM定位图

## 行政
普林蔡姆的邮政编码为67490，INSEE市镇编码为67380。

## 政治
普林蔡姆所属的省级选区为萨韦尔讷县。

## 人口

1962-2008年间普林蔡姆人口变化图示

普林蔡姆于2022年1月1日时的人口数量为205人。